# Indiai farkas
Az indiai farkas (Canis lupus pallipes), a farkas (Canis lupus) eurázsiai alfaja.

## Elterjedése
Irántól Indiáig élő, viszonylag kis méretű alfaj. 
A legtöbb élő egyede Indiában él. 
A Közel-Kelet-en 
gyakorlatilag kipusztult, az egyetlen ország, ahol még biztosan él az Izrael. 
Ma 150-200 példánya élhet Izrael északi és középső részén.

## Megjelenés
Szőre rövid, bundája sűrű, barnás színű. A fülei viszonylag nagyok.

## Védelem
A vadászat mellett a kutyákkal való keveredés jelenti a legnagyobb veszélyt állományára.
Állományai nagyon lecsökkentek, összpéldányszámát 2004-ben 2000 és 3000 egyed közé becsülték.

## Egyéb
Canis lupus desertorum néven is ismert.
Rudyard Kipling A dzsungel könyve című művében is feltűnik, mint a főhőst, Mauglit felnevelő és csapatába fogadó farkasfalka.